# Tranvía de la Loma
El tranvía de La Loma era un ferrocarril de vía estrecha que, desde agosto de 1907, hasta el 15 de enero de 1966, hizo el trayecto Baeza-La Yedra-Úbeda con una longitud total de 10 km uniendo las tres localidades, situadas en La Loma de Úbeda y que llegaba a la estación de Baeza-Empalme y a Linares. Inicialmente se planeó que llegase también a Villacarrillo.
Cabe señalar que el tranvía de la Loma fue el fruto de la frustración de los ciudadanos de Úbeda al quedarse fuera del trazado ferroviario Linares-Almería que la Compañía de los Caminos de Hierro del Sur de España construyó a final del siglo xix. La sociedad ubetense no se amedrantó y buscó otras vías para la implantación de un medio de transporte eléctrico que permitiera el enlace entre Úbeda y la estación de Baeza-Empalme, punto de unión con los ferrocarriles Madrid-Sevilla y Linares-Almería .
El ferrocarril de La Loma tenía la estación de Úbeda donde está actualmente el Parque de Vandelvira, y salía hacia el norte por lo que hoy es la calle Miguel Hernández. Debido a su antigüedad y falta de mantenimiento se le recordaba por su lentitud, sobre todo al subir las cuestas entre La Yedra y Baeza; hasta el punto que la gente bajaba y seguía al tranvía a pie durante este recorrido.
La compañía que explotó este ferrocarril hasta 1936 fue la Tracción Eléctrica La Loma (TELSA), que presidía el Conde de Romanones y que enlazaba la línea con los mismos tranvías urbanos de Linares, en lugar de con automotores como era la aspiración inicial. Siendo algunos de sus accionistas conocidos empresarios de las ciudades de La Loma como José Martos, Eustaquio Gámez Moreno, y Domingo Chinchilla Soto —propietario de la Baezana de Electricidad—. El parque de tranvías y remolques lo suministró "La Industria Eléctrica de Barcelona", la misma empresa que proporcionó los tranvías azules del Tibidabo y con los que se pueden ver semejanzas en la carrocería. El tranvía se alimentaba a 600 voltios de corriente continua.
Otro ramal de la misma línea férrea de vía estrecha se alargaba hasta Rus, Canena y terminaba en la estación de Baeza-Empalme.
En 1936 el servicio tranviario pasó a ser gestionado por el organismo de Explotación de Ferrocarriles por el Estado.
La extensión del uso del automóvil y un mal entendido uso del progreso hizo que se desmantelara esta vía en 1966, después de fuertes inversiones de modernización que ya no se aprovecharon, dejando de nuevo a esta zona de la provincia de Jaén, ya de por sí olvidada por el ferrocarril, prácticamente carente de infraestructuras ferroviarias y, por lo tanto, incomunicada.